# Serie A 1991/92
De Serie A 1991/92 was het 89ste voetbalkampioenschap (scudetto) in Italië en het 61ste seizoen van de Serie A. Milan werd kampioen.

## Eindstand
|     | Team             | Ptn | Wed | W  | G  | V  | DV | DT | Opmerking        |
| --- | ---------------- | --- | --- | -- | -- | -- | -- | -- | ---------------- |
| 1.  | AC Milan         | 56  | 34  | 22 | 12 | 0  | 74 | 21 | Champions League |
| 2.  | Juventus FC      | 48  | 34  | 18 | 12 | 4  | 45 | 22 | UEFA Cup         |
| 3.  | Torino Calcio    | 43  | 34  | 14 | 15 | 5  | 42 | 20 | UEFA Cup         |
| 4.  | SSC Napoli       | 42  | 34  | 15 | 12 | 7  | 56 | 40 | UEFA Cup         |
| 5.  | AS Roma          | 40  | 34  | 13 | 14 | 7  | 37 | 31 | UEFA Cup         |
| 6.  | Sampdoria Genua  | 38  | 34  | 11 | 16 | 7  | 38 | 31 |                  |
| 6.  | AC Parma         | 38  | 34  | 11 | 16 | 7  | 32 | 28 | EC II            |
| 8.  | Internazionale   | 37  | 34  | 10 | 17 | 7  | 28 | 28 |                  |
| 9.  | US Foggia        | 35  | 34  | 12 | 11 | 11 | 58 | 58 |                  |
| 10. | Lazio Roma       | 34  | 34  | 11 | 12 | 11 | 43 | 40 |                  |
| 10. | Atalanta Bergamo | 34  | 34  | 10 | 14 | 10 | 31 | 33 |                  |
| 12. | AC Fiorentina    | 32  | 34  | 10 | 12 | 12 | 44 | 41 |                  |
| 13. | Cagliari Calcio  | 29  | 34  | 7  | 15 | 12 | 30 | 34 |                  |
| 13. | Genoa CFC        | 29  | 34  | 9  | 11 | 14 | 35 | 47 |                  |
| 15. | AS Bari          | 22  | 34  | 6  | 10 | 18 | 26 | 47 | Serie B          |
| 16. | Hellas Verona    | 21  | 34  | 7  | 7  | 20 | 24 | 57 | Serie B          |
| 17. | US Cremonese     | 20  | 34  | 5  | 10 | 19 | 27 | 49 | Serie B          |
| 18. | Ascoli           | 14  | 34  | 4  | 6  | 24 | 25 | 68 | Serie B          |

## Kampioen
|                     |
|                     |
| AC MILAN 12de titel |

## Statistieken

### Topscorers
- In onderstaand overzicht zijn alleen de spelers opgenomen met tien of meer treffers achter hun naam.

| №  | Naam                    | Club           | Goals | Pen. | Duels | Gem. |
| -- | ----------------------- | -------------- | ----- | ---- | ----- | ---- |
| 1  | Marco van Basten        | AC Milan       | 25    | 8    | 31    |      |
| 2  | Roberto Baggio          | Juventus       | 18    | 7    |       |      |
| 3  | Francesco Baiano        | US Foggia      | 16    | 3    | 33    |      |
| 4  | Careca                  | SSC Napoli     | 15    | 2    |       |      |
| 5  | Gabriel Batistuta       | ACF Fiorentina | 13    | 0    |       |      |
| 5  | Karl-Heinz Riedle       | Lazio Roma     | 13    | 0    |       |      |
| 5  | Rubén Sosa              | Lazio Roma     | 13    | 4    |       |      |
| 8  | Gianfranco Zola         | SSC Napoli     | 12    | 0    |       |      |
| 9  | David Platt             | AS Bari        | 11    | 2    |       |      |
| 9  | Giuseppe Signori        | US Foggia      | 11    | 0    |       |      |
| 9  | Tomáš Skuhravý          | Genoa CFC      | 11    | 0    |       |      |
| 9  | Gianluca Vialli         | Sampdoria      | 11    | 2    |       |      |
| 13 | Carlos Alberto Aguilera | Genoa CFC      | 10    | 1    |       |      |

### Meeste speelminuten
| Naam                  | Club(s)       | Duels | Min.  | Werd in het veld gebracht | Werd van het veld gehaald |
| --------------------- | ------------- | ----- | ----- | ------------------------- | ------------------------- |
| Fabrizio Ferron       | Atalanta BC   | 34    | 3.060 | 0                         | 0                         |
| Gianluca Pagliuca     | UC Sampdoria  | 34    | 3.060 | 0                         | 0                         |
| Michelangelo Rampulla | US Cremonese  | 34    | 3.060 | 0                         | 0                         |
| Attilio Gregori       | Hellas Verona | 34    | 3.060 | 0                         | 0                         |
| Onofrio Barone        | Foggia Calcio | 34    | 3.060 | 0                         | 0                         |

### Nederlanders
Onderstaande Nederlandse voetballers kwamen in het seizoen 1991/92 uit in de Serie A.
| Naam             | Club     | Debuut in Serie A | Duels | Goals |
| ---------------- | -------- | ----------------- | ----- | ----- |
| Marco van Basten | AC Milan | 13.09.1987        | 31    | 25    |
| Frank Rijkaard   | AC Milan | 09.10.1988        | 30    | 5     |
| Ruud Gullit      | AC Milan | 13.09.1987        | 26    | 7     |

### Scheidsrechters
| Naam               | Geboren    | Debuut     | Duels | Kreeg geel | Kreeg voor de tweede keer geel en dus rood | Weggestuurd |
| ------------------ | ---------- | ---------- | ----- | ---------- | ------------------------------------------ | ----------- |
| Carlo Sguizzato    | 15.01.1948 | 29.04.1984 | 13    | 52         | 0                                          | 6           |
| Pierluigi Pairetto | 15.07.1952 | 17.05.1981 | 13    | 46         | 1                                          | 3           |
| Gianni Beschin     | 15.02.1953 | 27.11.1988 | 13    | 39         | 2                                          | 1           |
| Fabio Baldas       | 19.03.1949 | 13.04.1986 | 12    | 51         | 1                                          | 0           |
| Tullio Lanese      | 10.01.1947 | 26.02.1978 | 12    | 46         | 0                                          | 1           |
| Arcangelo Pezzella | 23.01.1948 | 24.04.1983 | 11    | 38         | 2                                          | 1           |
| Rosario Lo Bello   | 04.11.1945 | 18.05.1975 | 10    | 31         | 4                                          | 0           |

### AC Milan
Bijgaand een overzicht van de spelers van AC Milan, die in het seizoen 1991/92 onder leiding van trainer-coach Fabio Capello voor de twaalfde keer in de clubgeschiedenis kampioen van Italië werden.
| Naam                  | Min.  | Duels | B  | Werd in het veld gebracht | Werd van het veld gehaald | Goal | Kreeg geel | Kreeg voor de tweede keer geel en dus rood | Weggestuurd |
| --------------------- | ----- | ----- | -- | ------------------------- | ------------------------- | ---- | ---------- | ------------------------------------------ | ----------- |
| Franco Baresi         | 2932' | 33    | 33 | 0                         | 1                         | 0    | 5          | 1                                          | 0           |
| Mauro Tassotti        | 2970' | 33    | 33 | 0                         | 0                         | 0    | 4          | 0                                          | 0           |
| Daniele Massaro       | 2359' | 32    | 26 | 6                         | 7                         | 9    | 1          | 0                                          | 0           |
| Paolo Maldini         | 2746' | 31    | 31 | 0                         | 1                         | 3    | 2          | 0                                          | 0           |
| Marco van Basten      | 2665' | 31    | 31 | 0                         | 6                         | 25   | 1          | 0                                          | 1           |
| Alessandro Costacurta | 2616' | 30    | 29 | 1                         | 0                         | 1    | 4          | 0                                          | 1           |
| Roberto Donadoni      | 2328' | 30    | 25 | 5                         | 4                         | 1    | 1          | 0                                          | 0           |
| Frank Rijkaard        | 2666' | 30    | 30 | 0                         | 1                         | 5    | 2          | 0                                          | 0           |
| Sebastiano Rossi      | 2685' | 30    | 30 | 0                         | 1                         | 0    | 2          | 0                                          | 0           |
| Demetrio Albertini    | 2062' | 28    | 22 | 6                         | 3                         | 3    | 7          | 0                                          | 0           |
| Alberigo Evani        | 1950' | 27    | 24 | 3                         | 11                        | 1    | 2          | 0                                          | 0           |
| Ruud Gullit           | 2001' | 26    | 25 | 1                         | 12                        | 7    | 1          | 0                                          | 0           |
| Diego Fuser           | 406'  | 15    | 2  | 13                        | 2                         | 4    | 0          | 0                                          | 0           |
| Marco Simone          | 726'  | 15    | 7  | 8                         | 5                         | 7    | 0          | 0                                          | 0           |
| Carlo Ancelotti       | 870'  | 12    | 10 | 2                         | 3                         | 2    | 2          | 0                                          | 0           |
| Aldo Serena           | 258'  | 9     | 2  | 7                         | 1                         | 0    | 1          | 0                                          | 0           |
| Filippo Galli         | 568'  | 8     | 6  | 2                         | 0                         | 0    | 2          | 0                                          | 0           |
| Enzo Gambaro          | 373'  | 5     | 4  | 1                         | 0                         | 0    | 0          | 0                                          | 0           |
| Francesco Antonioli   | 360'  | 4     | 4  | 0                         | 0                         | 0    | 0          | 0                                          | 0           |
| Giovanni Cornacchini  | 86'   | 3     | 0  | 3                         | 0                         | 0    | 0          | 0                                          | 0           |